# Jiří Mandel
Jiří (též Jura) Mandel (5. srpna 1886, Kuželov – 7. září 1971, Praha) byl akademický malíř a gymnaziální profesor matematiky a kreslení pocházející z Moravského Slovácka.

## Život
Akademický malíř Jiří Mandel se narodil 5. srpna 1886 v horňácké vesnici Kuželov u Hodonína v rodině čtvrtníka (čtvrtláníka) Jiřího Mandela a jeho manželky Anny, rozené Maňákové.
Před první světovou válkou studoval architekturu na VUT v Praze (1907–1910) u profesora Adolfa Liebschera a následně malbu na AVU ve Vídni (1911–1915) u profesorů Rudolfa Bachera a Julia Schmida. V tomto období signoval některé své školní oleje a akvarely jako "Georg" (resp. "G. Mandel"). Do rakousko-uherské armády byl povolán v r. 1915 a téhož roku byl na ruské frontě zajat; od února 1917 bojoval jako československý legionář v Rusku. Absolvoval boje na Transsibiřské magistrále a z Vladivostoku do vlasti se vrátil cestou okolo Indie na konci roku 1919. Byl vyznamenán československou revoluční medailí a medailí za vítězství.
Následně studoval na AVU v Praze (1920 – 1921) u profesora Karla Krattnera. Zde studoval společně s dalšími krajináři Janem Kojanem, Karlem Holanem a Josefem Hlaváčkem.
Po krátkém pedagogickém působení v Košicích vyučoval od poloviny dvacátých let matematiku a kreslení na gymnáziu Jána Hollého v Trnavě. Před vyhlášením samostatnosti Slovenského štátu se v r. 1939 společně s rodinou odstěhoval do Modřan u Prahy, odkud pocházela jeho manželka Marie (rozená Brabencová). V Praze se podílel na činnosti Slováckého krúžku, kde se opět setkal se svým spolužákem z mládí, kunsthistorikem Štěpánem Ježem. V Modřanech, v okolí Vltavy a v letních měsících na Horňácku maloval až do své smrti v r. 1971.
Zemřel 7. září 1971 v Praze.

### Rodina a příbuzenské vztahy
Dne 23. dubna 1923 se v Modřanech u Prahy oženil s Marií Brabencovou. Se svojí manželkou měli šest dětí. Po II. sv. válce AVU v Praze absolvovali dcera Olga Mandelová (1926-2002) a syn Jiří Mandel ml. (1923-1995). Jeho další syn architekt ing. Cyril Mandel (1929-2011) byl autor a spoluautor řady významných sportovních staveb v Praze. Nejmladší syn ing. Vladimír Mandel byl československý reprezentant v košíkové, hráč a trenér Sparty Praha.
Jiří Mandel byl synovcem, uměleckým dědicem a správcem pozůstalosti malíře Cyrila Mandela (1873-1907). V tomto kontextu je zmiňován i ve vzpomínkách kunsthistorika Williama Rittera.

## Tvorba a členství v uměleckých spolcích
Rané práce z období studia na Akademii ve Vídni bývají signovány G. Mandel (Georg Mandel). Před první světovou válkou vystavoval na spolkových výstavách Sdružení výtvarných umělců moravských zejména akvarely z rodného Kuželova. Větší obrazy vznikly v kontextu s jeho působením v ruských legiích. Obrazy Ruský ostrov u Vladivostoku, Jarní podvečer na Krasnojarsku, Na břehu Jeniseje, Sinajské pohoří a řadu akvarelů s tématem moře a Singapuru prezentoval na výstavě československých legionářů na jaře 1921 v Praze (10 obrazů).
V dalším období maloval střídavě na Slovensku, v rodném Kuželově a v jeho okolí (např. na Vrbovcích). K jeho oblíbeným motivům patřily panoramatické pohledy do krajiny rodného Slovácka (Ve stínu, Slovenská národní galerie). Řada obrazů s figurální tematikou byla reprodukována ve Zlaté Praze, např. Modlitba, Písmák, Na pastvě a Děda naklepává kosu. Ve třicátých letech společně s Karlem Supem, Miroslavem Syllou a Svatavou Syllovou založili Horňáckou skupinu, která vybudovala vlastní výstavní pavilon na Strážné hůrce. Výstavy zde probíhaly každoročně na Máří Magdalénu od. r. 1930. Předzvěstí těchto výstav byla společná souborná výstava Cyrila Mandela, Jury Mandela a Karla Supa v Domě Umění v Ostravě v r. 1927. Společná výstava Cyrila a Jury Mandelových byla uspořádána v r. 1927 ve Strážnici a v r. 1932 ve Velké nad Veličkou. Další samostatné výstavy - Košice 1926, Jihlava 1927, Moravská Ostrava (Dům umění) 1930 a opakovaně v Trnavě (1924, 1927, 1930, 1933 a 1935). Opakovaně vystavoval v zahraničí: akvarely v Miláně (Societa per le Belle Arti, 1925), v Benátkách (XV. Venice Biennale, 1926, 5 obrazů) a v New Yorku (Výstava slovenského umenia, 1938). Byl členem, místopředsedou a organizátorem výstav Umělecké besedy slovenské.
Řada obrazů z období 1925-1930 je malována v Chorvatsku a Itálii (např. Mlini u Dubrovníka, Vodopád, Dalmátské pobřeží, Deštivá nálada v Dalmácii a Letní večer v Itálii).
K pražským motivům se systematicky dostal po r. 1939. Maloval zejména v blízkém okolí Vltavy, o čemž svědčí názvy obrazů z výstavních katalogů : Slapská krajina před zaplavením, Předjaří a mokřiny u Vltavy, Zima u Zbraslavi, U Modřanského nádraží, Modřanský cukrovar, Tůně u Modřan, Přívoz u Modřan v zimě, Přívoz v Lahovičkách, Zima v Chuchli, Pohled k chuchelskému kostelíčku, Branický most, Chmurný den v Braníku, Kluziště pod Vyšehradem, Pohled k Vyšehradu, Zimní Praha od Chotkových sadů, Hradčany u Švermova mostu atd. Vystavoval v předních pražských výstavních síních (např. Rubešova galerie 1927, 1942, 1944 a 1946, Nová síň 1958) a krátce v rámci skupinových výstav Jednoty umělců výtvarných. Pravidelně vystavoval na Pražských salonech v l. 1955-1970.

## Pozdější zastoupení na výstavách
Jeho krajiny, pražské a zahraniční motivy byly vystaveny na tematicky zaměřených výstavách, např. Praha očima českých malířů 1. poloviny 20. století (Schwarzenberský palác, 1996), Zašlé časy v žánrové malbě (Praha, 1999), Česká krajina (Mons - Belgie, 1999), Krajina domova (Komorní Hrádek, 2014) a Z cesty za svobodou (GVU Hodonín, 2018).

## Zastoupení ve sbírkách
- Slovenská národní galerie, obrazy Krajina od Myjavy, Ve stínu, Letní podvečer, Modlitba, Sedlák nad knihou a Trnavský dóm ze seminářské zahrady
- Západoslovenské muzeum v Trnavě, obraz Pohled z okna gymnázia
- Národní galerie v Praze, obrazy Pohled z branického nádraží a Přívoz u Modřan
- Moravská galerie v Brně, akvarel Domky
- Galerie středočeského kraje, obrazy Jasný podvečer, U lesa, Pohled ke Zlíchovu a Zima u Zbraslavi
- Krajská galerie výtvarných umění ve Zlíně, obrazy Nádraží v Braníku a Popradské pleso
- Muzeum umění Olomouc, obraz U pískovny
- Muzeum města Brno, obraz V horách
- Rabasova galerie Rakovník, obraz Komořany na podzim
- Galerie Klatovy - Klenová, obraz Tůně u Modřan

## Posmrtné ocenění
V roce 2006 k příležitosti 600. výročí obce Kuželov mu společně s Cyrilem Mandelem byla odkryta pamětní deska a uspořádána společná výstava obou malířů pod patronací GVU Hodonín.